# Skoþryggur
Skoþryggur är ett berg i republiken Island. Det ligger i regionen Västlandet, 120 km norr om huvudstaden Reykjavík. Toppen på Skoþryggur är 613 meter över havet.
Närmaste större samhälle är Búðardalur, omkring 13 kilometer sydost om Skoþryggur. Trakten runt Skoþryggur består i huvudsak av gräsmarker.